# Ysperklamm

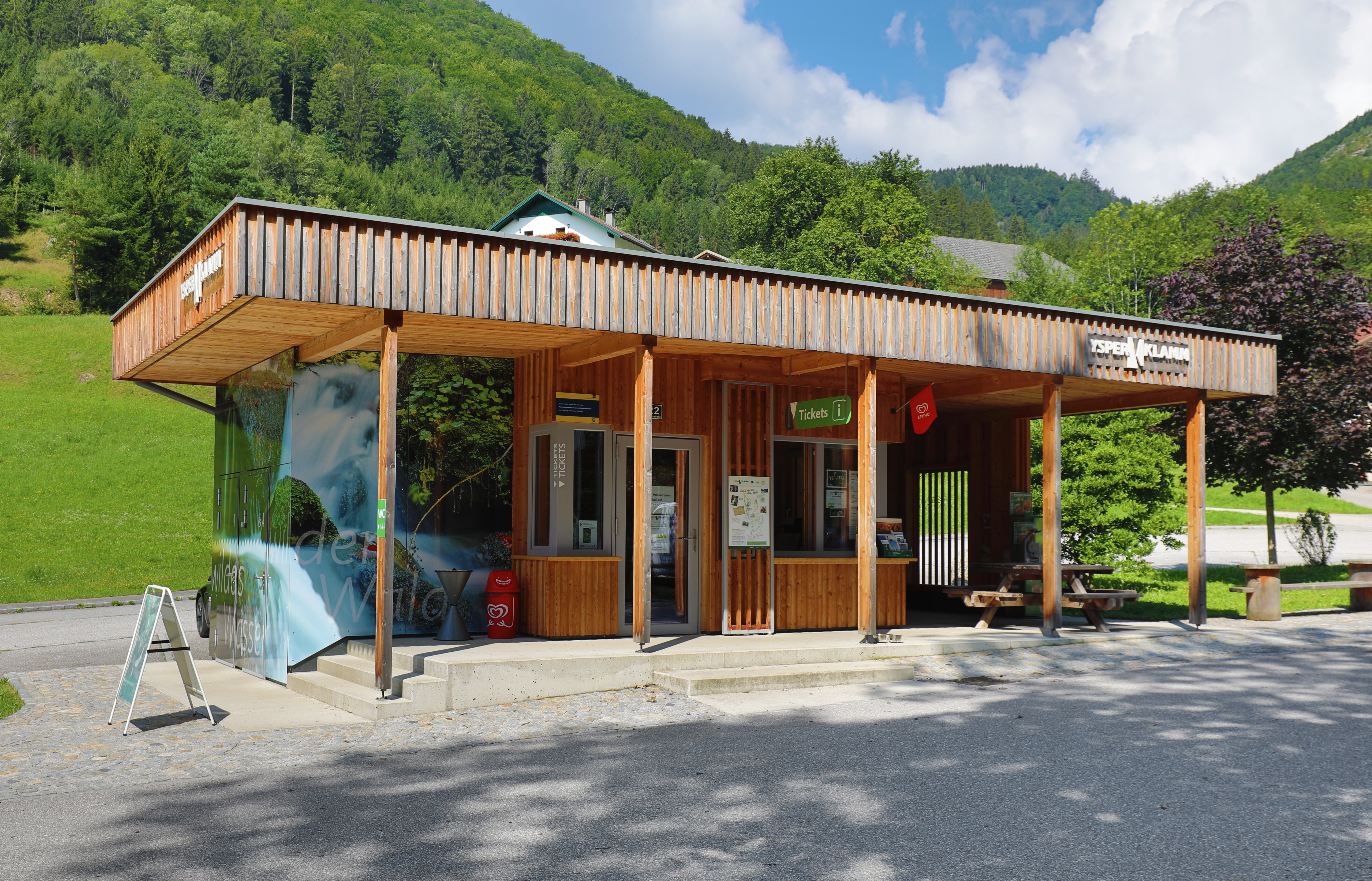
Infocenter beim Eingang der Ysperklamm

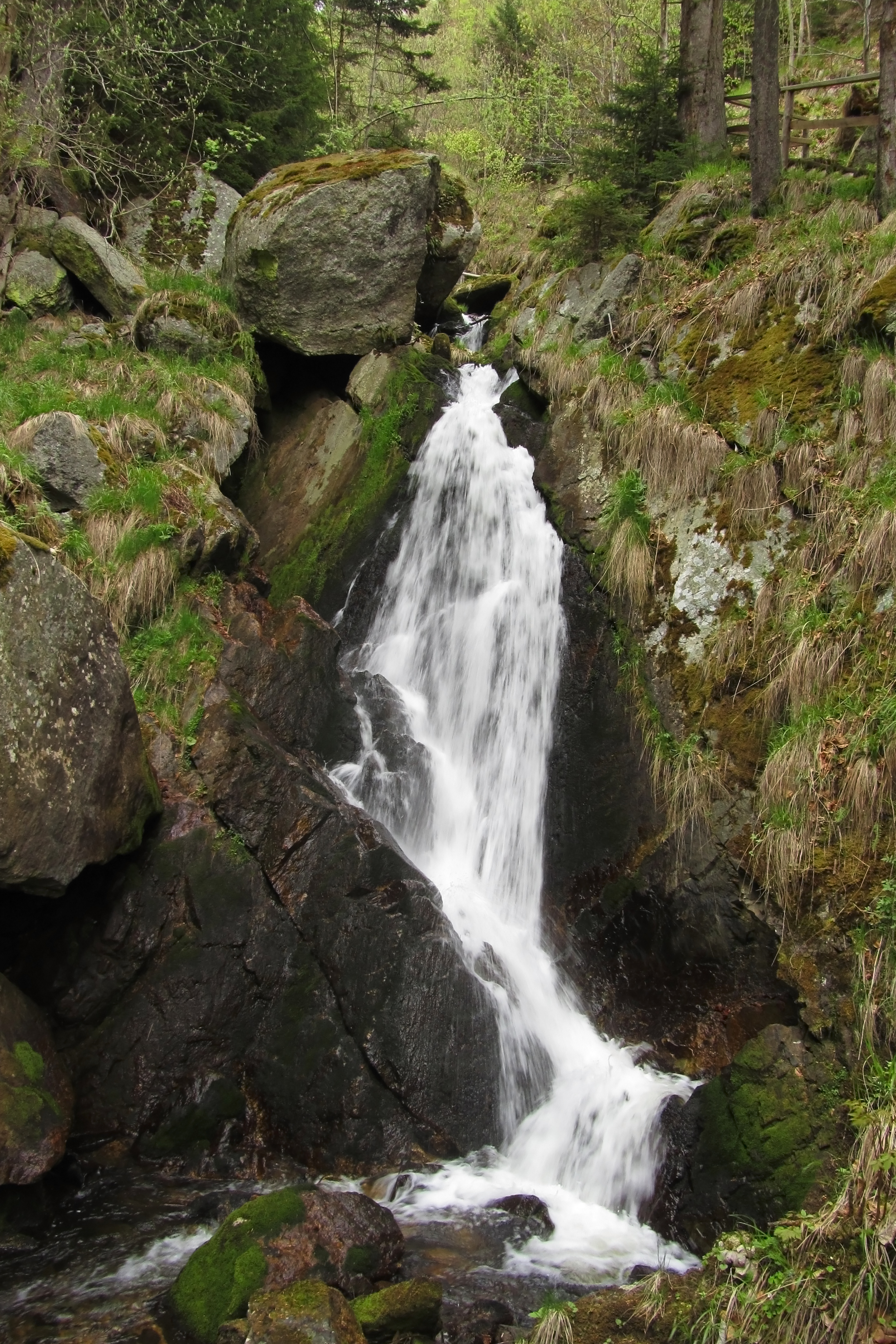
Ysperklamm

Die Ysperklamm ist eine Klamm in der niederösterreichischen Gemeinde Yspertal im Bezirk Melk im Waldviertel. Die Klamm wurde am 4. Dezember 1952 zum Naturdenkmal mit der ID ME-028 erklärt.

## Lage
Die Ysperklamm befindet sich am Oberlauf der Großen Ysper. Auf einer Strecke von wenigen Kilometern fließt die Ysper von der welligen Hochebene des Waldviertels hinab in das Yspertal und bewältigt damit einen Höhenunterschied von 300 Meter.

## Geschichte
Bis 1929 wurde eine Holztrift betrieben, ein Transport von schwimmenden Holzscheitern bis zur Donau. Der weitere Transport bis Wien erfolgte mit Schiffen und Flößen. Für die „Große Ysperschwemme“ (24 Kilometer zur Donau) wurde der 1599 künstlich angelegte Ödteich (auch „Ödenteich“) gestaut. Durch Ziehen eines „Zapfens“ sorgte das so gestaute Wasser für den notwendigen Wasserschwall, um die Klafterscheiter (0,90 bis 0,95 Meter Länge) bis zur Mündung in die Donau zu transportieren.
In der Nacht vom 19. auf 20. April 1956 kam es zum Dammbruch und der 3,5 Hektar große Teich fiel trocken, dabei wurden die Steig- und Brückenanlagen schwer beschädigt. Der Damm wurde nicht wieder aufgebaut und ist heute überwachsen.

## Erschließung
Die Ysperklamm ist durch einen über zahlreiche Brücken, Treppen und Leitern führenden Wanderweg (Ysper-Weitental-Rundwanderweg) erschlossen. Parallel zum Fußweg führt auch ein befahrbarer Weg längs der Klamm, der von ungeübten Wanderern genommen werden kann. Durch die Klamm verläuft auch der Eisenwurzenweg (Österreichischer Weitwanderweg 08).